# Скоростная железная дорога Тяньцзинь — Циньхуандао

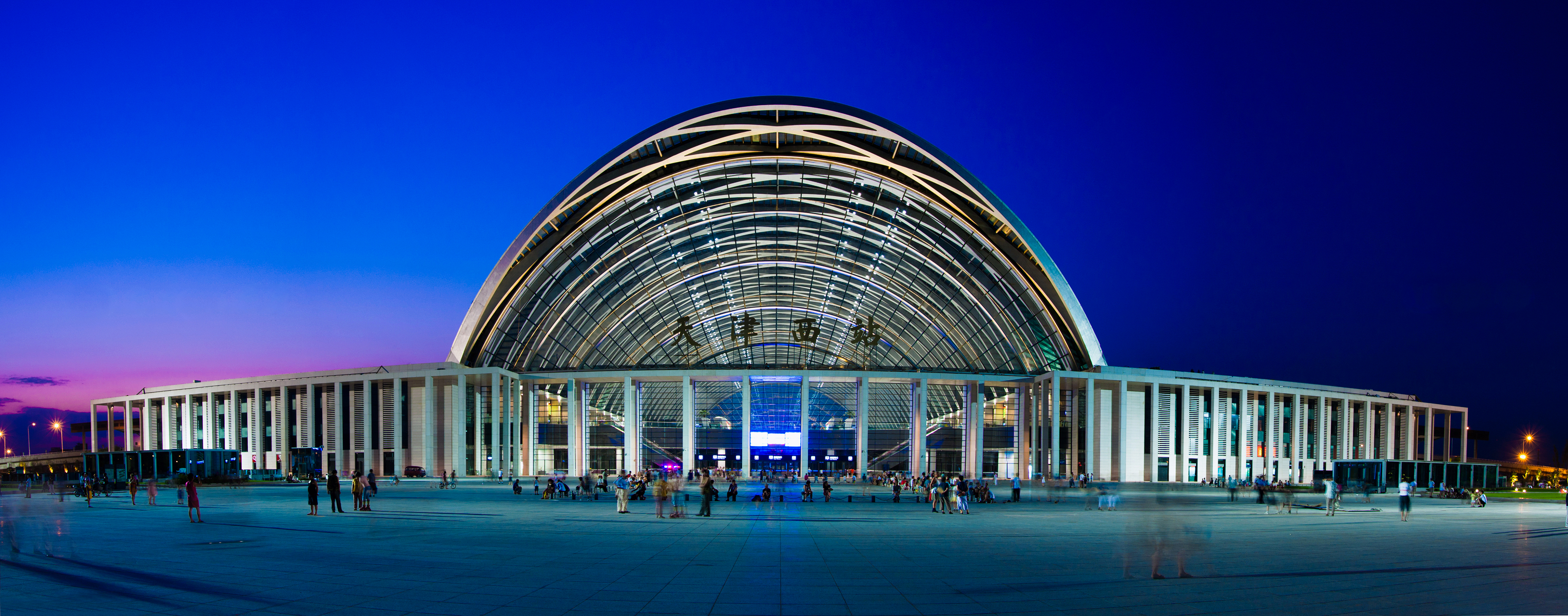
Западный тяньцзиньский вокзал

Скоростная железная дорога Тяньцзинь — Циньхуандао (кит. 津秦客运专线) длиной 261 км строится от города Тяньцзинь к городу Циньхуандао провинции Хэбэй. Дорога рассчитана на скорость движения 350 км/час.
Продолжение этой дороги, Циньшэньская железная дорога от Циньхуандао до Шэньяна, уже введено в эксплуатацию. Дорога строится параллельно Высокоскоростной пассажирской линии Пекин — Харбин.
Работы начались в конце 2008 года. Пуск дороги в эксплуатацию планировался в конце 2011.
18 мая 2011 года Министерство охраны окружающей среды КНР обратило внимание на то, что проект начался без соответствующего согласования по уровням воздействий на окружающую среду (на участке уезда Луань), и издало приказ о необходимости привести проект в соответствие и предусмотреть меры по снижению шума. При этом строительство дороги было приостановлено, и трасса не смогла быть пущенной в 2011 году. После серии задержек в строительстве дорога была пущена 1 декабря 2013 года.

## Остановки
Трасса состоит из девяти остановок:
1. Тяньцзинь Западный (кит. 天津西站
2. Тяньцзинь (кит. 天津站 )
3. Цзюньлянчэн Северный (кит. 军粮城北站 )
4. Биньхай (кит. 滨海站)
5. Биньхай- Северный (кит. 滨海北站)
6. Таншань (кит. 唐山站)
7. Луаньхэ (кит. 滦河站)
8. Бэйдайхэ (кит. 北戴河站)
9. Циньхуандао (кит. 秦皇岛站)